# Sviny (Vysočina)
Sviny (in tedesco Swiny) è un comune ceco situato nel distretto di Žďár nad Sázavou, nella regione di Vysočina.